# Lijst van voetbalinterlands Noorwegen - Wales
Deze lijst van voetbalinterlands is een overzicht van alle officiële voetbalwedstrijden tussen de nationale teams van Noorwegen en Wales. De landen speelden tot op heden elf keer tegen elkaar. De eerste ontmoeting, een kwalificatiewedstrijd voor het Europees kampioenschap voetbal 1984, werd gespeeld in Swansea op 22 september 1982. Het laatste duel, een vriendschappelijke wedstrijd, vond plaats op 12 november 2011 in Cardiff.

## Wedstrijden
| №  | Plaats    | Datum             | Competitie           | Wedstrijd         | Uitslag |
| -- | --------- | ----------------- | -------------------- | ----------------- | ------- |
| 1  | Swansea   | 22 september 1982 | EK 1984 kwalificatie | Wales – Noorwegen | 1 – 0   |
| 2  | Oslo      | 21 september 1983 | EK 1984 kwalificatie | Noorwegen – Wales | 0 – 0   |
| 3  | Trondheim | 6 juni 1984       | Vriendschappelijk    | Noorwegen – Wales | 1 – 0   |
| 4  | Wrexham   | 26 februari 1985  | Vriendschappelijk    | Wales – Noorwegen | 1 – 1   |
| 5  | Bergen    | 5 juni 1985       | Vriendschappelijk    | Noorwegen – Wales | 4 – 2   |
| 6  | Cardiff   | 9 maart 1994      | Vriendschappelijk    | Wales – Noorwegen | 1 – 3   |
| 7  | Cardiff   | 7 oktober 2000    | WK 2002 kwalificatie | Wales – Noorwegen | 1 – 1   |
| 8  | Oslo      | 5 september 2001  | WK 2002 kwalificatie | Noorwegen – Wales | 3 – 2   |
| 9  | Oslo      | 27 mei 2004       | Vriendschappelijk    | Noorwegen – Wales | 0 – 0   |
| 10 | Wrexham   | 6 februari 2008   | Vriendschappelijk    | Wales – Noorwegen | 3 – 0   |
| 11 | Cardiff   | 12 november 2011  | Vriendschappelijk    | Wales – Noorwegen | 4 – 1   |

## Samenvatting
| Competitie        | Totaal gespeeld | Winst Noorwegen | Gelijk | Winst Wales | Doelsaldo Noorwegen – Wales |
| ----------------- | --------------- | --------------- | ------ | ----------- | --------------------------- |
| WK-kwalificatie   | 2               | 1               | 1      | 0           | 4 − 3                       |
| EK-kwalificatie   | 2               | 0               | 1      | 1           | 0 − 1                       |
| Vriendschappelijk | 7               | 3               | 2      | 2           | 10 − 11                     |
| Totaal            | 11              | 4               | 4      | 3           | 14 − 15                     |

## Details

### Eerste ontmoeting
| EK 1984 kwalificatie (Swansea, Wales, 22 september 1982): |       |           |
| Wales                                                     | 1 – 0 | Noorwegen |
| Per Egil Nygård 31' (e.d.)                                | goals |           |

### Tweede ontmoeting
| EK 1984 kwalificatie (Oslo, Noorwegen, 21 september 1983): |       |       |
| Noorwegen                                                  | 0 – 0 | Wales |
|                                                            | goals |       |

### Derde ontmoeting
| Vriendschappelijk (Trondheim, Noorwegen, 6 juni 1984): |       |       |
| Noorwegen                                              | 1 – 0 | Wales |
| Arne Økland 75'                                        | goals |       |

### Vierde ontmoeting
| Vriendschappelijk (Wrexham, Wales, 26 februari 1985): |       |                    |
| Wales                                                 | 1 – 1 | Noorwegen          |
| Ian Rush 44'                                          | goals | 6' Per-Egil Ahlsen |

### Zesde ontmoeting
| Vriendschappelijk (Cardiff, Wales, 9 maart 1994):                                                                                                |       |                                                        |
| Wales | 1 – 3 | Noorwegen                                              |
| Chris Coleman 90' | goals | 6' Jostein Flo 50' Erik Mykland 51' Jahn Ivar Jakobsen |
| - Duel onder leiding van interim-bondscoach John Toshack. - Debuut van Jason Perry (Cardiff City) en Nathan Blake (Sheffield United) voor Wales. |       |                                                        |

### Zevende ontmoeting
| WK 2002 kwalificatie (Cardiff, Wales, 7 oktober 2000):              |       |                       |
| Wales                                                               | 1 – 1 | Noorwegen             |
| Nathan Blake 60'                                                    | goals | 80' Thorstein Helstad |
| - Laatste interland (75ste) van Stig Inge Bjørnebye voor Noorwegen. |       |                       |

### Achtste ontmoeting
| WK 2002 kwalificatie (Oslo, Noorwegen, 5 september 2001): |       |                                     |
| Noorwegen                                                 | 3 – 2 | Wales                               |
| Ronny Johnsen 17' John Carew 64' Frode Johnsen 82'        | goals | 10' Robbie Savage 28' Craig Bellamy |

### Negende ontmoeting
| Vriendschappelijk (Oslo, Noorwegen, 27 mei 2004): |       |       |
| Noorwegen                                         | 0 – 0 | Wales |
|                                                   | goals |       |

### Tiende ontmoeting
| Vriendschappelijk (Wrexham, Wales, 6 februari 2008): |       |           |
| Wales                                                | 3 – 0 | Noorwegen |
| Carl Fletcher 15' Jason Koumas 62' Jason Koumas 89'  | goals |           |

### Elfde ontmoeting
| Vriendschappelijk (Cardiff, Wales, 12 november 2011): |       |                    |
| Wales | 4 – 1 | Noorwegen          |
| Gareth Bale 11' Craig Bellamy 16' Sam Vokes 88' Sam Vokes 89' | goals | 61' Erik Huseklepp |
| - Laatste duel voor Wales onder leiding van bondscoach Gary Speed, die zelfmoord pleegt op 27 november 2011. - John Arne Riise speelt zijn honderdste interland voor Noorwegen. |       |                    |

NFF · A-internationals · Selecties · Bondscoaches · Noors vrouwenelftal · Olympisch elftal · Noorwegen U21 · Noorwegen U20 · Noorwegen U19 · Noorwegen U18 · Noorwegen U17 · Noorwegen U16 · Vrouwen U17
1908 – 1919 ·
1920 – 1929 ·
1930 – 1939 ·
1940 – 1949 ·
1950 – 1959 ·
1960 – 1969 ·
1970 – 1979 ·
1980 – 1989 ·
1990 – 1999 ·
2000 – 2009 ·
2010 – 2019 ·
2020 − 2029
EK 2000
WK 1938 ·
WK 1994 ·
WK 1998
OS 1912 · 
OS 1920 · 
OS 1936 · 
OS 1952 · 
OS 1984
1908 ·
1909 ·
1910 ·
1911 ·
1912 · 
1913 · 
1914 · 
1915 · 
1916 · 
1917 · 
1918 · 
1919 · 
1920 · 
1921 · 
1922 · 
1923 · 
1924 · 
1925 · 
1926 · 
1927 · 
1928 · 
1929 · 
1930 · 
1931 · 
1932 · 
1933 · 
1934 · 
1935 · 
1936 · 
1937 · 
1938 · 
1939 · 
1940 – 1944 · 
1945 · 
1946 · 
1947 · 
1948 · 
1949 · 
1950 · 
1952 · 
1952 · 
1953 · 
1954 · 
1955 · 
1956 · 
1957 · 
1958 · 
1959 · 
1960 · 
1961 · 
1962 · 
1963 · 
1964 · 
1965 · 
1966 · 
1967 · 
1968 · 
1969 · 
1970 · 
1971 · 
1972 · 
1973 · 
1974 · 
1975 · 
1976 · 
1977 · 
1978 · 
1979 · 
1980 · 
1981 · 
1982 · 
1983 · 
1984 · 
1985 · 
1986 · 
1987 · 
1988 · 
1989 · 
1990 ·
1991 · 
1992 · 
1993 · 
1994 · 
1995 · 
1996 · 
1997 · 
1998 · 
1999 · 
2000 · 
2001 · 
2002 · 
2003 · 
2004 · 
2005 · 
2006 · 
2007 · 
2008 · 
2009 · 
2010 · 
2011 · 
2012 · 
2013 · 
2014 · 
2015 · 
2016 · 
2017 · 
2018 ·
2019 ·
2020 ·
2021 ·
2022 ·
2023 ·
2024
Albanië ·
Argentinië ·
Armenië ·
Australië ·
Azerbeidzjan ·
Bahrein ·
België ·
Bermuda ·
Bosnië en Herzegovina ·
Brazilië ·
Bulgarije ·
China ·
Colombia ·
Costa Rica ·
Cyprus ·
Denemarken ·
DDR ·
Duitsland ·
Egypte ·
Engeland ·
Estland ·
Faeröer ·
Finland ·
Frankrijk ·
Georgië ·
Ghana ·
Gibraltar ·
Grenada ·
Griekenland ·
Guatemala ·
Honduras ·
Hongarije ·
Hongkong ·
Ierland ·
IJsland ·
Israël ·
Italië ·
Jamaica ·
Japan ·
Joegoslavië ·
Jordanië ·
Kameroen ·
Kazachstan ·
Koeweit ·
Kosovo ·
Kroatië ·
Letland ·
Litouwen ·
Luxemburg ·
Malta ·
Marokko ·
Mexico ·
Moldavië ·
Montenegro ·
Nederland ·
Nieuw-Zeeland ·
Nigeria ·
Noord-Ierland ·
Noord-Korea ·
Noord-Macedonië ·
Oekraïne ·
Oman ·
Oostenrijk ·
Panama ·
Paraguay ·
Polen ·
Portugal ·
Qatar ·
Roemenië ·
Rusland ·
Saarland ·
San Marino ·
Saoedi-Arabië ·
Schotland ·
Senegal ·
Servië ·
Servië en Montenegro ·
Singapore ·
Slovenië ·
Slowakije ·
Sovjet-Unie ·
Spanje ·
Thailand ·
Trinidad en Tobago ·
Tsjechië ·
Tsjecho-Slowakije ·
Tunesië ·
Turkije ·
Uruguay ·
Verenigde Arabische Emiraten ·
Verenigde Staten ·
Verenigd Koninkrijk ·
Wales ·
Wit-Rusland ·
Zuid-Afrika ·
Zuid-Korea ·
Zweden ·
Zwitserland
FAW · A-internationals · Bondscoaches · Statistieken · Welsh vrouwenelftal · Brits olympisch elftal · Wales U21 · Wales U20 · Wales U19 · Wales U18 · Wales U17 · Wales U16
1876 – 1899 ·
1900 – 1919 ·
1920 – 1929 ·
1930 – 1939 ·
1940 – 1949 ·
1950 – 1959 ·
1960 – 1969 ·
1970 – 1979 ·
1980 – 1989 ·
1990 – 1999 ·
2000 – 2009 ·
2010 – 2019 ·
2020 − 2029
EK 2016 · 
EK 2020
WK 1958
1876 · 
1877 · 
1878 · 
1879 · 
1880 · 
1881 · 
1882 · 
1883 · 
1884 · 
1885 · 
1886 · 
1887 · 
1888 · 
1889 · 
1890 · 
1891 · 
1892 · 
1893 · 
1894 · 
1895 · 
1896 · 
1897 · 
1898 · 
1899 · 
1900 · 
1901 · 
1902 · 
1903 · 
1904 · 
1905 · 
1906 · 
1907 · 
1908 · 
1909 · 
1910 · 
1911 · 
1912 · 
1913 · 
1914 · 
1915 · 1916 · 1917 · 1918 · 1919 · 
1920 · 
1921 · 
1922 · 
1923 · 
1924 · 
1925 · 
1926 · 
1927 · 
1928 · 
1929 · 
1930 · 
1931 · 
1932 · 
1933 · 
1934 · 
1935 · 
1936 · 
1937 · 
1938 · 
1939 · 
1940 · 1941 · 1942 · 1943 · 1944 · 1945 · 
1946 · 
1947 · 
1948 · 
1949 · 
1950 · 
1952 · 
1952 · 
1953 · 
1954 · 
1955 · 
1956 · 
1957 · 
1958 · 
1959 · 
1960 · 
1961 · 
1962 · 
1963 · 
1964 · 
1965 · 
1966 · 
1967 · 
1968 · 
1969 · 
1970 · 
1971 · 
1972 · 
1973 · 
1974 · 
1975 · 
1976 · 
1977 · 
1978 · 
1979 · 
1980 · 
1981 · 
1982 · 
1983 · 
1984 · 
1985 · 
1986 · 
1987 · 
1988 · 
1989 · 
1990 · 
1991 · 
1992 · 
1993 · 
1994 · 
1995 · 
1996 · 
1997 · 
1998 · 
1999 · 
2000 · 
2001 · 
2002 · 
2003 · 
2004 · 
2005 · 
2006 · 
2007 · 
2008 · 
2009 · 
2010 · 
2011 · 
2012 · 
2013 · 
2014 · 
2015 · 
2016 · 
2017 ·
2018 ·
2019 ·
2020 ·
2021 ·
2022 ·
2023
Albanië ·
Andorra ·
Argentinië ·
Armenië ·
Australië ·
Azerbeidzjan ·
België ·
Bosnië en Herzegovina ·
Brazilië ·
Bulgarije ·
Canada ·
Chili ·
China ·
Costa Rica ·
Cyprus ·
DDR ·
Denemarken ·
Duitsland ·
Engeland ·
Estland ·
Faeröer ·
Finland ·
Frankrijk ·
Georgië ·
Gibraltar ·
Griekenland ·
Hongarije ·
Ierland ·
IJsland ·
Iran ·
Israël ·
Italië ·
Jamaica ·
Japan ·
Joegoslavië ·
Kazachstan ·
Koeweit ·
Kroatië ·
Letland ·
Liechtenstein ·
Luxemburg ·
Malta ·
Mexico ·
Moldavië ·
Montenegro ·
Nederland ·
Nieuw-Zeeland ·
Noord-Ierland ·
Noord-Macedonië ·
Noorwegen ·
Oekraïne ·
Oostenrijk ·
Panama ·
Paraguay ·
Polen ·
Portugal · 
Qatar ·
Roemenië ·
Rusland ·
San Marino ·
Saoedi-Arabië ·
Schotland ·
Servië ·
Servië en Montenegro ·
Slovenië ·
Slowakije ·
Sovjet-Unie ·
Spanje ·
Trinidad & Tobago ·
Tsjechië ·
Tsjecho-Slowakije ·
Tunesië ·
Turkije ·
Uruguay ·
Verenigde Staten ·
Wit-Rusland ·
Zuid-Korea ·
Zweden ·
Zwitserland
Engeland (2016) · 
Denemarken (2021) · 
Italië (2021) · 
Rusland (2016) ·
Slowakije (2016) · 
Turkije (2021) · 
Zwitserland (2021)